# ADO in het seizoen 1962/63
Het seizoen 1962/1963 was het negende jaar in het bestaan van de Haagse betaaldvoetbalclub ADO. De club kwam uit in de Eredivisie en eindigde daarin op de 10e plaats. Tevens deed de club mee aan het toernooi om de KNVB Beker, hierin werd in de finale verloren van Willem II (0–3).

## Wedstrijdstatistieken

### Eredivisie
|       | Ajax  | Blauw-Wit | DOS   | Sportclub Enschede | Feijenoord | Fortuna '54 | GVAV  | Heracles | MVV   | NAC   | PSV   | Sparta | Volendam | De Volewijckers | Willem II |
| ----- | ----- | --------- | ----- | ------------------ | ---------- | ----------- | ----- | -------- | ----- | ----- | ----- | ------ | -------- | --------------- | --------- |
| Thuis | 2 – 2 | 3 – 4     | 0 – 2 | 2 – 2              | 1 – 1      | 3 – 0       | 5 – 2 | 1 – 0    | 5 – 0 | 2 – 3 | 1 – 3 | 1 – 0  | 0 – 0    | 3 – 0           | 1 – 1     |
| Uit   | 1 – 0 | 1 – 0     | 0 – 0 | 1 – 0              | 1 – 1      | 1 – 0       | 3 – 1 | 1 – 2    | 1 – 2 | 0 – 0 | 2 – 0 | 1 – 1  | 1 – 0    | 0 – 2           | 2 – 2     |

### KNVB Beker
| 3e ronde                                         | ADO                                                              | 1 – 0 (0 – 0) | VSV                                                      |
| 30 april 1963 Plaats: Den Haag Zuiderparkstadion | Maarten Trommel 85'                                              |               |                                                          |
| 4e ronde                                         | ADO                                                              | 2 – 0 (1 – 0) | NOAD                                                     |
| 16 mei 1963 Plaats: Den Haag Zuiderparkstadion   | Peter Hoet 6' Harrie Heijnen 75' (pen.)                          |               |                                                          |
| Kwartfinale                                      | ADO                                                              | 3 – 1 (0 – 0) | Eindhoven                                                |
| 29 mei 1963 Plaats: Den Haag Zuiderparkstadion   | Harrie Heijnen 51' Piet van Rooij 67' (e.d.) Donald Feldmann 85' |               | Harrie Bottram                                           |
| Halve finale                                     | N.E.C.                                                           | 1 – 3 (0 – 0) | ADO                                                      |
| 12 juni 1963 Plaats: Nijmegen Goffertstadion     | Bert Gieben 49'                                                  |               | 69' Donald Feldmann 75' Piet de Zoete 85' Harrie Heijnen |
| Finale                                           | ADO                                                              | 0 – 3 (0 – 1) | Willem II                                                |
| 23 juni 1963 Plaats: Den Haag Zuiderparkstadion  |                                                                  |               | 36' Frits Louer 46' Kees Aarts 81' Willy Senders         |

## Statistieken ADO 1962/1963

### Eindstand ADO in de Nederlandse Eredivisie 1962 / 1963
| Stand | Gespeeld | Gewonnen | Gelijk | Verloren | Punten | Doelpunten voor | Doelpunten tegen |
| ----- | -------- | -------- | ------ | -------- | ------ | --------------- | ---------------- |
| 10e   | 30       | 9        | 10     | 11       | 28     | 41              | 36               |

### Topscorers
| #      | Naam              | Goal |
| ------ | ----------------- | ---- |
| 1.     | Peter Hoet        | 10   |
| 2.     | Harrie Heijnen    | 8    |
| 3.     | Carol Schuurman   | 7    |
| 4.     | Henny den Engelse | 5    |
| 5.     | Guus Haak         | 4    |
| 5.     | Maarten Trommel   | 4    |
| 7.     | Mick Clavan       | 1    |
| 7.     | Jan Verhoek       | 1    |
| 7.     | Piet de Zoete     | 1    |
| Totaal | Totaal            | 41   |

| #              | Naam                       | Goal |
| -------------- | -------------------------- | ---- |
| 1.             | Harrie Heijnen             | 3    |
| 2.             | Donald Feldmann            | 2    |
| 3.             | Peter Hoet                 | 1    |
| 3.             | Maarten Trommel            | 1    |
| 3.             | Piet de Zoete              | 1    |
| Eigen doelpunt |                            |      |
| –              | Piet van Rooij (Eindhoven) | 1    |
| Totaal         | Totaal                     | 9    |

## Voetnoten
ADO ·
Ajax ·
Blauw-Wit ·
DOS ·
Sportclub Enschede ·
Feijenoord ·
Fortuna '54 ·
GVAV ·
Heracles ·
MVV ·
NAC ·
PSV ·
Sparta ·
Volendam ·
De Volewijckers ·
Willem II